# 심온
심온(沈溫: 1375년 ~ 1419년 1월 20일(1418년 음력 12월 25일))은 고려 시대 말기와 조선 시대 초기의 문신이자, 세종의 국구이다. 고려국 성균관 예하 강독관 등을 거쳐 조선국 영의정 등을 지냈다.
자는 중옥(仲玉), 시호는 안효(安孝)이고, 봉군호(封君號)는 청천부원군(靑川府院君), 본관은 청송(靑松), 청송 심씨(靑松 沈氏) 안효공파(安孝公派)의 파조(派祖)이다.
조선 왕실의 이중 인척으로 세종대왕의 장인이자, 세종대왕의 외삼촌 민무휼의 사돈이다. 또한 명종때의 형제 정승인 심연원, 심통원 및 명종비 인순왕후의 친정아버지 심강의 직계 조상이기도 하다. 성종과 연산군때의 정승 노사신은 그의 외손자였다.

## 가족 관계
- 아버지는 심덕부[1]이며, 어머니는 인천 문씨(仁川 門氏)로, 낭장(郞將: 정6품의 무반직으로 의흥친군 10위에 속함) 문필대(門必大)의 딸[1]이다. 아들로는 심준(沈濬), 심회(沈澮), 심결(沈決)[1]등이 있다.

## 생애
고려 말에 과거 급제를 하고, 조선의 개국 이후부터 본격적인 관직 생활을 시작했다.
조선 태조 1년(1392년)에는 병조와 공조 의랑(정랑), 정종 (조선) 때에는 대호군, 조선 태종 7년(1407년)에는 승정원 동부대언에 올랐고, 이후, 좌부대언, 의흥삼군부 동지총제 등을 지냈으며, 조선 태종 11년(1411년)에는 풍해도 관찰사, 조선 태종 12년(1412년)에는 참지의정부사를 거쳐, 조선 태종 13년(1413년)에는 대사헌으로서, 태종에게 육조직계제를 건의하였다. 이후, 노비변정도감 제조, 의금부 제조 등을 거쳐, 조선 태종 14년(1414년)에는 형조판서, 호조판서, 한성부 판윤(漢城府判尹, 京兆尹), 의정부 참찬, 의흥삼군부 좌군도총제, 이조판서 등을 차례로 역임하였다. 이후, 공조판서(工判), 이조판서(吏判), 의정부 참찬, 의정부 찬성 등을 지냈다.
조선 세종 원년(1418년)에는 태종의 양위로 인하여, 사위(세종)가 조선의 국왕으로 즉위했으므로, 1418년 음력 9월 3일 국구(왕의 장인)가 된 심온은 청천부원군(靑川府院君)으로 봉작됨과 동시에 영의정에 올랐다. 그 해 음력 9월에 세종의 즉위를 알리기 위해 명으로 가는 사은사(謝恩使)의 수장(사은주문사)에 임명된다. 그 때, 태종에 대한 불경죄를 이유로 심온의 아우 심정 등이 체포되었다. 이후 사태가 일단락되는 모습을 보였으나, 심온이 명나라에 가 있는 동안, 당시 좌의정 박은, 영돈녕부사 유정현 등의 무고로 인해, 심정이 처형당하고, 명나라에서 돌아온 심온도 의주부(義州府)에서 체포되어, 한양 의금부에서 심문을 받은 뒤 음력 12월 23일 수원(水原)에서 사사되었다. 현재 심온의 묘소는 경기도 수원시 영통구 이의동 산 13-10번지에 위치해 있고, 그의 신위는 불천위[不遷位]로 모셔져 지금까지 제사를 이어오고 있다.

## 가족 관계
심온의 아들 심준이 민무휼의 딸과 결혼하여 심온과 민무휼이 사돈인데, 사돈인 민무휼은 심온의 사위 세종대왕의 외삼촌으로, 심온과 민무휼은 이중 사돈관계를 형성한다. 또한, 민무휼의 아버지 민제의 사위 태종과 노한(盧閈, 노물재의 아버지)이 모두 심온의 사돈이므로, 민무휼과 심온은 삼중 사돈관계를 형성한다.
- 아버지 : 문하시중 영삼사사 문하부좌정승 청성백 심덕부(門下侍中 領三司事 門下府左政丞 靑城伯 沈德符, 1328~1401)
- 어머니 : 청원군 송유충(淸原君 宋有忠)의 딸 변한국대부인 청주 송씨(卞韓國大夫人 淸州 宋氏, ?~?)
  - 형 : 좌군도총제 심인봉(左軍都摠制 沈仁鳳)
    - 형수 : 동지밀직 신아(同知密直 申雅)의 딸 동양군부인 평산 신씨(東陽郡夫人 平山 申氏, ?~?)

  - 형 : 인수부윤 심징(仁壽府尹 沈澄, ?~1432)
    - 형수 : 전서 송의번(典書 宋義蕃)의 딸 여산 송씨(礪山 宋氏, ?~?)

```
→ 심징의 증손자가 
세종
의 부마 청성위 
심안의
이고, 10대손이 
효종
의 부마 청평위 
심익현
이다.
```

- 친어머니 : 감문위 낭장 문필대(監門衛 郞將 門必大)의 딸 인천 문씨(仁川 門氏, ?~?) 
  - 동생 : 청원군 심종(靑原君 沈悰, ?~1418) - 태조 이성계의 부마
    - 제수 : 경선공주(慶善公主, ?~?) - 태조 이성계의 둘째딸

  - 동생 : 중군동지총제 심정(中軍同知摠制 沈泟, ?~1418)
    - 제수 : 영문하부사 정양부원군 귀의군 왕우(領門下府事 定陽府院君 歸義君 王瑀, 고려 마지막왕 공양왕의 동생)의 딸 개성 왕씨(開城 王氏, ?~?)

```
→ 심정의 손녀가 
성종
의 후궁 
숙용 심씨
이다. 
```

- - 본인 : 영의정부사 청천부원군 안효공 심온(領議政府事 靑川府院君 安孝公 沈溫, 1375~1418)
- 장인 : 좌의정 영돈녕부사 소의공 안천보(左議政 領敦寧府事 昭懿公 安天保, 1339~1425)
- 장모 : 영주 김씨(寧州 金氏, ?~?)
  - 부인 : 삼한국대부인 순흥 안씨(三韓國大夫人 順興 安氏, ?~1444)
    - 장녀 : 소헌왕후 심씨(昭憲王后 沈氏, 1395~1446)
    - 맏사위 : 세종대왕(世宗, 1397 ~ 1450)
    - 외손 : 정소공주 (1412~1424년2월25일)
      - 외손 : 문종
      - 외증손 : 경혜공주
      - 외증손 :  단종
      - 외손 : 정의공주
      - 외손 : 세조 - 수양대군
        - 외증손 : 덕종
        - 외고손 : 월산대군
        - 외고손 : 명숙공주
        - 외고손 : 성종
        - 외증손 : 의숙공주
        - 외증손  : 예종
        - 외고손 : 인성대군
        - 외고손 : 현수공주
        - 외고손 : 제안대군

      - 외손  : 안평대군
      - 외손  : 임영대군
      - 외손  : 광평대군
      - 외손 :  금성대군
      - 외손  : 평원대군
      - 외손  : 영응대군

    - 차녀 : 청송 심씨(沈氏, 1397~?)
    - 사위 : 고려 마지막왕 공양왕의 사위 진원군 강회계(晋原君 姜淮季)의 조카 진양부원군 강석덕(晋陽府院君 姜碩德, 1395~1459) : 진주 강씨
      - 외손 : 강희안
      - 외손 : 강희맹
        - 외증손 : 강귀손

    - 삼녀 : 청송 심씨(沈氏, 1399~?)
    - 사위 : 태종 이방원의 장인 민제의 사위 우의정 공숙공 노한(右議政 恭肅公 盧閈, 1376~1443)의 아들 동지돈녕부사 노물재(同知敦寧府事 盧物栽, 1396~1446) : 교하 노씨
      - 외손 : 노사신 - 대한민국 제13대 대통령 노태우의 15대조

    - 사녀 : 청송 심씨(沈氏, 1401~?)
    - 사위 : 부지돈령부사 류자해(副知敦寧府使 柳子偕, ?~?) : 진주 유씨
      - 외손자 : 유양(柳壤)
        - 외증손 : 류순정 - 중종반정 정국1등공신

    - 적장남 : 영중추원사 심준(領中樞院事 沈濬, 1405~1448)
      - 자부 : 여원군 민무휼(驪原君 閔無恤, 1373~1416)의 딸 여흥 민씨(驪興 閔氏, 1403~?)

    - 오녀 : 청송 심씨(沈氏, 1406~1466)
    - 사위 : 전주부윤 이숭지(全州府尹 李崇之, ?~1462) : 전의 이씨
    - 서장남 : 심장수(沈長壽, 1408~?)
    - 서차남 : 심장기(沈長己, 1409~?)
    - 육녀 : 청송 심씨(沈氏, 1413~?)
    - 사위 : 부지돈녕부사 박거소(副知敦寧府事 朴去疎, 1413~?) : 순천 박씨
      - 외손자 : 박중선
        - 외증손 : 박원종 - 중종반정 정국1등공신

    - 적차남 : 영의정 청송부원군 공숙공 심회(領議政 靑松府院君 恭肅公 沈澮, 1418~1493)
    - 자부 : 판중추원사 대경공 김연지(判中樞院事 戴敬公 金連枝, 1396~1471)의 딸 원주 김씨(原州 金氏)

```
→ 심회의 4대손이 
명종
의 국구 청릉부원군 
심강
이고, 5대손이 
명종
의 왕비 
인순왕후
이다. 10대손이 
경종
의 국구 청은부원군 
심호
이고, 11대손이 
경종
의 왕비 
단의왕후
이다. 14대손이 
영조
의 부마 청성위 
심능건
이다. 
```

- -     - 적삼남 : 영중추원사 정이공 심결(領中樞院事 靖夷公 沈決, 1419~1470)
    - 자부 : 감사 신기(監司 愼幾)의 딸 거창 신씨(居昌 愼氏, ?~?)

## 심온이 등장한 작품

### 드라마
- 《뿌리깊은 나무》(MBC, 1983년~1984년, 배우:최낙천)
- 《용의 눈물》(KBS, 1996년~1998년, 배우:정하완)
- 《대왕 세종》(KBS, 2008년~2008년, 배우:최상훈)
- 《뿌리깊은 나무》(SBS, 2011년~2011년, 배우:한인수)
- 《퐁당퐁당 Love》(MBC, 2015년~2016년, 배우:정규수)
- 《태종 이방원》(KBS, 2021년~2022년, 배우:김승욱)